# Liste von Leuchttürmen der Färöer
Die Liste von Leuchttürmen der Färöer nennt Leuchttürme auf der Inselgruppe der Färöer, die ein Abhängiges Gebiet Dänemarks sind. Hier wurden wichtige Leuchtfeuer zur Navigation der internationalen Seeschifffahrt im Nordatlantik und Nordmeer betrieben. Die Mehrzahl der Leuchttürme und weitere Leuchtfeuer wurden am Ende des 19. Jahrhunderts erbaut.

## Geschichte
Die Färöer gehörten, ebenso wie Grönland und Island, seit 1380 zu Dänemark-Norwegen und damit in das Herrschaftsgebiet der dänischen Krone.
Im Jahre 1560 erließ König Friedrich II. die Verordnung, die Fahrwasser, die zu seinem  Einflussgebiet gehörten, mit Leuchtfeuern und Tonnen zu markieren. Damit leitete der König von Dänemark, Norwegen, Herzog von Teilen Schleswigs und Holsteins die moderne Geschichte der stationären Orientierungshilfen für die Seefahrt ein. Es war zum ersten Mal in der Geschichte, dass wichtige Schifffahrtsrouten Seegebiete und Ziele der Schifffahrt in ihrer Gesamtheit markiert und befeuert wurden. Damals hatten die Leuchttürme immer offenes Feuer, wofür Holz benutzt wurde, später Kohle, Tran und Öl. Im hohen Norden, somit auch auf den Färöern, wurden jedoch erst Ende des 19. Jahrhunderts die ersten Leuchttürme errichtet. Die Sommernächte waren dort hell und im Winter war die Seefahrt dort ohnehin wetterbedingt eingeschränkt.
Die erste Erwähnung von Leuchtfeuern bezieht sich auf die Ryberg-Kompanie, die ab 1766 zwanzig Jahre lang im Transithandel mit Sitz in Tórshavn tätig war. Nach zeitgenössischen Quellen errichtete sie 1782 auf der Insel Nólsoy ein Leuchtfeuer für ankommende Schiffe, das vermutlich nur für kurze Zeit in Betrieb war. Es ist nicht bekannt, wie es aussah und welches Brennmaterial verwendet wurde. Der erste stabile färöische Leuchtturm wurde 1893 gebaut und am 1. Oktober 1893 in Betrieb genommen. In selbem Jahr wurden insgesamt sechs Türme errichtet, die auch der wachsenden Fischereiflotte und Handelsschiffen auf den Routen von und nach Island und Grönland maßgeblich geholfen haben. Einer von ihnen war Borðan aus Nólsoy, der größte von allen und gleichzeitig einer der hellsten Türme im Nordatlantik. Es hilft, den Hafen von Tórshavn von Süden her anzufahren.
Während des Zweiten Weltkriegs wurden alle Leuchttürme auf den Färöern verdunkelt. Das Kraftwerk, das Funkfeuer und die Nebelsignalanlage auf Nólsoy wurden bei einem Luftangriff 1941 total zerstört und die Personalquartiere schwer beschädigt. Auch der Leuchtturm von Mykines wurde bombardiert, aber der Luftangriff verursachte dort keine nennenswerten Schäden.
Sobald der Krieg zu Ende war, machte sich der dänische Staat daran, beschädigte und veraltete Objekte zu erneuern, was jedoch bei den färöischen Leuchttürmen verlangsamt wurde. Dies lag an der ungeklärten politischen Lage bezüglich der künftigen Beziehungen zu Dänemark nach dem Krieg.
Nach der Einführung der Verwaltungsordnung für die Färöer innerhalb des dänischen Königreichs im Jahr 1948 wurde vereinbart, den Leuchtturmdienst zu einem gemeinsamen Anliegen des dänischen Staates und der färöischen Kommunalverwaltung zu machen, und dann konnte mit den dringend benötigten Reparaturarbeiten begonnen werden.
Das Kraftwerk auf der Insel Mykines, das den Leuchtturm von Mykines mit Strom versorgte, war unzureichend und der Leuchtturm von Stóra Dímun stand nach einem Erdrutsch kurz davor, ins Meer zu stürzen. Die drei großen Leuchttürme, auf Nólsoy, Mykines und Akraberg, erhielten jeweils neue Generatoren und ein neues Funkfeuer und entsprechend dem technischen Fortschritt wurden die Leuchttürme automatisiert und die Leuchtfeuerwärter entsprechend reduziert. Für die Energieversorgung wird zunehmend Solarstrom eingesetzt.

## Liste
| Leuchtturm färöisch Viti, dänisch Fyrtårn | Leuchtturm färöisch Viti, dänisch Fyrtårn | Leuchtturm färöisch Viti, dänisch Fyrtårn | Ort, Insel                 | Koordinaten         | Bau  | Turmhöhe     | Feuerhöhe         | Kennung∡°                                                    | Reichweite                               | #                                               |         |
| ----------------------------------------- | ----------------------------------------- | --- | -------------------------- | ------------------- | ---- | ------------ | ----------------- | ------------------------------------------------------------ | ---------------------------------------- | ----------------------------------------------- | ------- |
| Akraberg                                  | Akraberg                                  | | Akraberg, Suðuroy          | 61° 24′ N, 6° 41′ W | 1909 | 46 ft (14 m) | 308 ft (93,9 m)   | L.Fl.(2)WRG.20sW: 214°-335°, 10°-80° R: 335°-355° G: 10°-80° | W: 20 sm (37 km) R, G: 14 sm (25,9 km)   | UKHO: L 4342 NGA: 17852 DFL-6500 ARLHS: FAR-001 | [ A 1 ] |
| Borðan (Borin)                            | Borðan (Borin)                            | | Nólsoy                     | 61° 57′ N, 6° 38′ W | 1900 | 4 m          | 39 m              | Iso.WRG.2s                                                   | W: 9,5 sm (17,6 km) R, G: 7 sm (13 km)   | UKHO: L 4390 NGA: 17924 DFL 6615 ARLHS: FAR-005 | [ A 2 ] |
| Gálgetangy                                | 🢃                                         | | Drelnes, Øravík\|, Suðuroy | 61° 33′ N, 6° 48′ W |      | 3 m          | 16 m              | Iso.WRG.2sG: 267°-282° W: 282°-293,5° R: 293,5°-308°         | W: 10 sm (18,5 km), RG: 7,5 sm (13,9 km) | UKHO: L 4358 NGA: 1784 DFL 6535 B               | [ A 3 ] |
| Gálgetangy                                | 🢁                                         | 61° 33′ N, 6° 48′ W | Drelnes, Øravík\|, Suðuroy |                     | 6 m  | 22 m         | Iso.W.4s285°-293° | 11 sm (20,4 km)                                              | UKHO: L 4358.1 NGA: 1788 DFL 6535 A      |                                                 | [ A 3 ] |
| Gåsholm                                   | Gåsholm                                   | Bild gesucht Die Wikipedia wünscht sich an dieser Stelle ein Bild vom hier behandelten Ort. Falls du dabei helfen möchtest, erklärt die Anleitung , wie das geht. BW | Gáshólmur                  | 62° 5′ N, 7° 28′ W  |      |              | 32 m              | Fl(2)W.5s                                                    | 6 sm (11,1 km)                           | UKHO: L 4454.6 NGA: 18032 DFL 6910              | [ 5 ]   |
| Hestur                                    | Hestur                                    | | Hestur                     | 62° 5′ N, 7° 23′ W  |      |              |                   |                                                              |                                          |                                                 | [ 6 ]   |
| Kallur                                    | Kallur                                    | | Kalsoy                     | 62° 22′ N, 6° 49′ W | 1927 | 5 m          | 244 m             | Fl.W.15s                                                     |                                          |                                                 | [ A 4 ] |
| Kalsoy                                    | Kalsoy                                    | | Kalsoy                     | 62° 15′ N, 6° 40′ W | 1893 |              |                   |                                                              |                                          |                                                 | [ A 5 ] |
| Mulin                                     |                                           | | Mulin                      | 62° 5′ N, 7° 23′ W  |      |              |                   |                                                              |                                          |                                                 | [ A 6 ] |
| Nólsoy Fyr                                | Nólsoy Fyr                                | | Nólsoy                     | 61° 57′ N, 6° 37′ W | 1893 | 14 m         | 72 m              | Fl.W.30s                                                     |                                          | DFL 6610                                        | [ A 7 ] |
| Mykines                                   | Mykines                                   | | Mykineshólmur              | 62° 6′ N, 7° 41′ W  | 1909 | 13 m         | 132 m             | Fl(3)W.20s                                                   |                                          |                                                 | [ A 8 ] |
| Skansin                                   | Skansin                                   | | Streymoy, Tórshavn         | 62° 0′ N, 6° 46′ W  | 1888 | 12 m         | 25 m              | Oc.WRG.5s                                                    |                                          |                                                 |         |
| Skerhólmur                                | Skerhólmur                                | Bild gesucht Die Wikipedia wünscht sich an dieser Stelle ein Bild vom hier behandelten Ort. Falls du dabei helfen möchtest, erklärt die Anleitung , wie das geht. BW | Skerhólmur                 | 62° 5′ N, 7° 24′ W  |      |              |                   |                                                              |                                          |                                                 | [ A 9 ] |

```
 
🢁
 
Oberfeuer (hinten)
 
⊙
 
Mittelfeuer
 
🢃
 
Unterfeuer (vorne)
⮞
 
Ost
 
⮟
 
Süd
 
⮜
 
West
 
⮝
 
Nord
```

Anmerkungen
1. ↑  Südöstlichster Punkt von Suðuroy. Aufgrund der starken Winde in der Region ist der Turm mit Pardunen abgespannt. In der Nähe steht ein Radiomast, der auch rote Blinksignale abgibt.
2. ↑  800 m westlich des Leuchtturms Nólsoy
3. ↑  Das Gálgetangy Oberfeuer steht 260 m hinter dem Unterfeuer
4. ↑  Auf einer Landzunge am nordwestlichen Rand der Insel Kalsoy
5. ↑  Am südlichen Ende der Insel Kalsoy
6. ↑  Mulin - Leuchtzeichendetails | AIS Marine Traffic. Abgerufen am 19. Oktober 2021.
7. ↑  Dieser Leuchtturm dient als Anlandefeuer für Tórshavn, die Hauptstadt der Färöer. Nicht zu verwechseln mit dem nahegelegenen Borðan. 7 km| südöstlich von Tórshavn
8. ↑  Mykineshólmur westlich von Mykines, der westlichste Leuchtturm der  Färöer
9. ↑  Skerholmur - Leuchtzeichendetails | AIS Marine Traffic. Abgerufen am 19. Oktober 2021.